# HMS B7
Pour les articles homonymes, voir B7.
Le HMS B7 est l’un des onze sous-marins britanniques de classe B construits pour la Royal Navy au cours de la première décennie du XXe siècle. Achevé en 1906, il a d’abord été affecté à la Home Fleet, avant d’être transféré en mer Méditerranée six ans plus tard. Après le début de la Première Guerre mondiale en 1914, le B7 joue un rôle mineur dans la campagne des Dardanelles. Le navire a été transféré en mer Adriatique en 1916 pour soutenir les forces italiennes contre la marine austro-hongroise. Il a été converti en patrouilleur en 1917 et vendu à la ferraille en 1919.

## Conception
La classe B était une version agrandie et améliorée de la classe A qui la précédait. Ces sous-marins avaient une longueur totale de 43,4 m, un maître-bau de 3,8 m et un tirant d'eau moyen de 3,4 m. Ils avaient un déplacement de 292 tonnes en surface et 321 tonnes immersion. Les sous-marins de la classe B avaient un équipage de deux officiers et treize matelots.
Pour la navigation en surface, les navires étaient propulsés par un unique moteur à essence Vickers à 16 cylindres de 600 chevaux-vapeur (447 kW) qui entraînait un unique arbre d'hélice. Lorsqu’ils étaient en immersion, l’hélice était entraînée par un moteur électrique de 180 chevaux (134 kW). Ils pouvaient atteindre 12 nœuds (22 km/h) en surface et 6,5 nœuds (12 km/h) sous l’eau. En surface, la classe B avait un rayon d'action de 1 000 milles marins (1 900 km) à 8,7 nœuds (16,1 km/h).
Ces navires étaient armés de deux tubes lance-torpilles de 18 pouces (450 mm) à l’avant. Ils pouvaient transporter une paire de torpilles de rechange, mais en général, ils ne le faisaient pas, car en compensation ils devaient abandonner un poids équivalent de carburant.

## Engagements

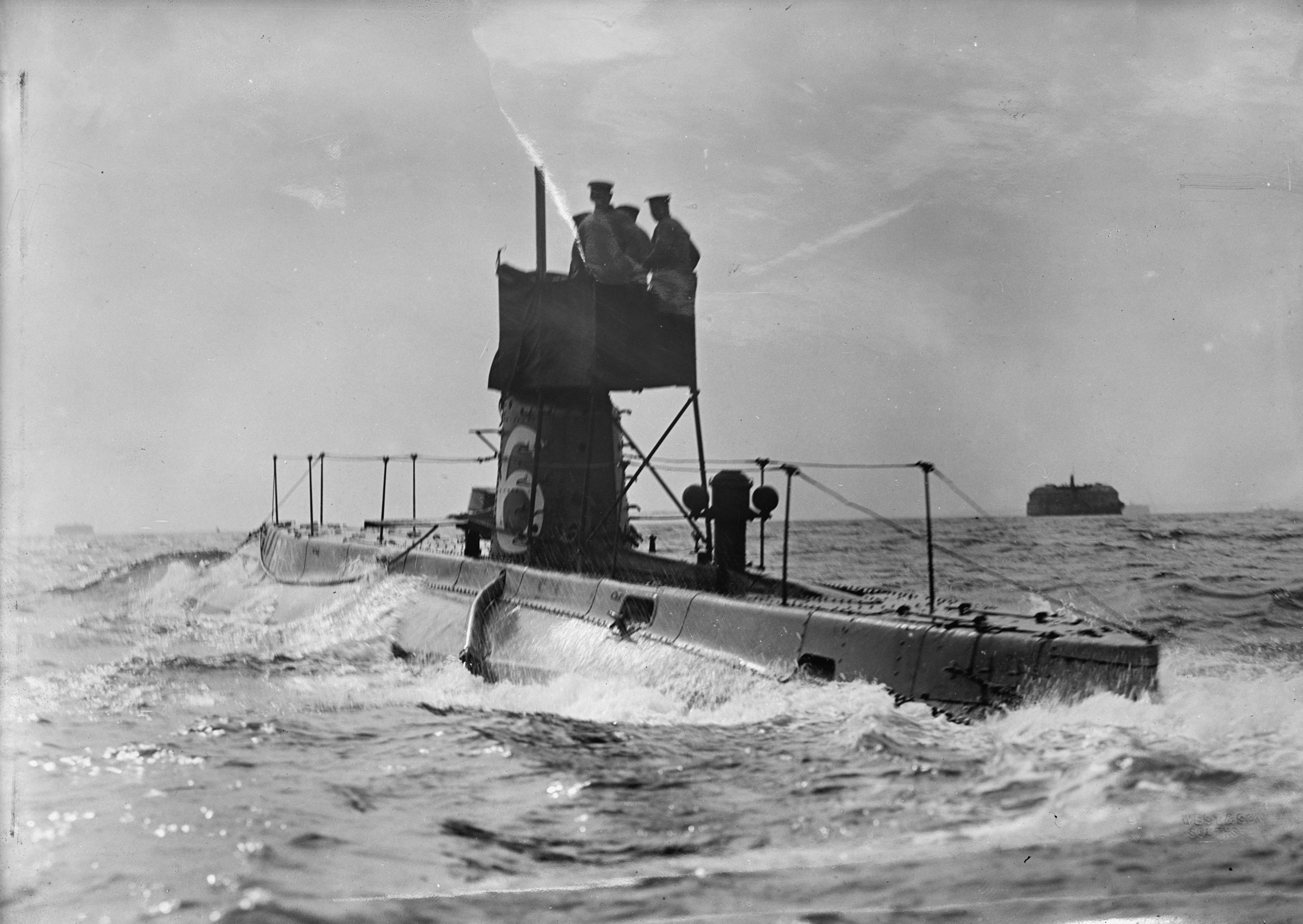
HMS B6 dans le Solent

Commandé dans le cadre du Programme naval 1904-1905, le HMS B7 a été construit par Vickers à son chantier naval de Barrow-in-Furness. Il fut lancé le 30 novembre 1905 et achevé le 27 mars 1906 pour un coût de 47000 livres sterling. Les sous-marins de classe B ont d’abord été affectés à la troisième division de la Home Fleet, basée à Portsmouth et à Devonport, et ont été chargés de la défense côtière et de la défense du pas de Calais en temps de guerre. En 1912, le HMS B7, le HMS B6 et le HMS B8 ont été transférés à Malte.
Après le début de la Première Guerre mondiale et la poursuite infructueuse des navires allemands Goeben et Breslau en août 1914, les sous-marins de classe B ont été transférés dans la région des Dardanelles à la mi-septembre pour empêcher toute tentative d’évasion des navires allemands. Après l’arrivée des sous-marins de classe E plus grands et plus modernes au début de 1915, les navires de classe B ont commencé à revenir à Malte. Après que le royaume d'Italie eut rejoint les Alliés en mai 1915, les sous-marins de classe B de la Méditerranée furent transférés à Venise pour renforcer les forces italiennes dans le nord de l’Adriatique. Les HMS B7, B8 et B9 ont été les premiers à arriver à Venise le 11 octobre. Les cinq sous-marins britanniques ont effectué 13 patrouilles au large des côtes austro-hongroises avant la fin de l’année 1915, gênés par le mauvais temps et les mines dérivantes.
Au début de l’année 1916, le B7 a reçu l’ordre de se rendre à Malte pour un carénage qui a duré jusqu’en mai. Le navire a ensuite effectué deux patrouilles. Le 4 juin, il patrouillait au large de Pola avec seulement son kiosque sortant de l’eau quand il a été attaqué par deux hydravions à coque austro-hongrois Lohner L. Alors que le bateau plongeait en catastrophe, une bombe a explosé dans les hublots vitrés du kiosque, l’inondant et envoyant le B7 à plus de 30 mètres de profondeur avant qu’il puisse remonter pour vidanger le kiosque. La bombe avait aussi bloqué les ailerons de plongée en position de montée. Les ailerons ont été débloqués au moment où un autre hydravion a largué cinq petites bombes près du sous-marin pendant qu’il plongeait, mais celles-ci n’ont pas causé de dommages.
Le lendemain, alors qu’il rentrait à Venise, son moteur est tombé en panne et le B7 a dû être remorqué à Chioggia pour des réparations. Celles-ci n’étaient pas satisfaisantes, et il a dû être remorqué à Venise le 6 juin. Remplacés par des sous-marins de classe H plus modernes, les sous-marins de classe B sont retournés à Malte le 9 novembre pour être convertis en patrouilleurs de surface, armés d'un canon de 12 livres (76 mm). Renommé S7 en août 1917, le navire fut affecté à la patrouille dans le barrage d'Otrante, qui devait empêcher la marine austro-hongroise de sortir de l’Adriatique. Ce barrage se révéla très peu fiable. Le B6 fut vendu aux enchères à Malte pour la ferraille en 1919.